# Agrilus duporti
Agrilus duporti é uma espécie de inseto do género Agrilus, família Buprestidae, ordem Coleoptera.
Foi descrita cientificamente por Bourgoin, 1922.